# Д’Обреме, Александр
Граф (с 1826) Александр  Д’Обреме (17 июня 1776, Брюссель — 13 февраля 1835, Ахен) — военачальник нескольких юрисдикций, активный участник Наполеоновских войн, военный министр Нидерландов (1819—1826).

## Биография
Александр Шарль Жозеф Жислен Д’Обреме был по национальности франкоязычным бельгийцем, и происходил из среды бельгийского дворянства. Он родился в Брюсселе, в период, когда Бельгия являлась частью Австрии (под названием Австрийские Нидерланды). 
Юный Д’Обреме не симпатизировал австрийскому владычеству, поэтому в возрасте 14 лет поддержал профранцузскую Брабантскую революцию 1790 года и вступил в волонтёрский отряд, который вынужден был отступить во Францию после первой австрийской реставрации. В 1792 году Д’Обреме во Франции вступил во 2-й бельгийский пехотный полк, входивший в состав Северной армии, последовательно возглавлявшейся генералами Дюмурье, Кюстином, Ушаром и Пишегрю. В составе французской революционной Северной армии Д’Обреме участвовал в сражениях, которые привели к изгнанию из Бельгии австрийцев и их союзников, созданию профранцузской Батавской республики в Нидерландах (Голландии), и включению Бельгии (в том числе её южных, франкоязычных районов) в состав голландской Батавской республики — сателлита Франции. 
Когда летом 1795 года Батавская республика начала формировать собственную армию, Д’Обреме перевелся туда, и в конце того же года стал капитаном.
В 1796 году капитан Д’Обреме сражался против противников Франции под началом голландского военачальника Хермана Виллема Дандельса, а в 1799 году, когда в Голландии высадились русские и английские войска, против них в составе франко-нидерландской армии генерала Брюна. 
После того, как Наполеон провозгласил себя императором Франции, он упразднил Батавскую республику, заменив её королевством Голландия со своим братом, Луи Бонапартом, во главе. Была сформирована королевская гвардия короля Людовика (Луи Бонапарта), и в 1807 году Д’Обреме поступил капитаном в гренадерский полк этой гвардии, а затем, с повышением в чине до майора, перевёлся в армейский 4-й линейный пехотный полк. 
В 1810 году Наполеон поссорился со своим братом, выгнал его и аннексировал Голландское королевство, включив его в состав Франции. Голландская армия была инкорпорирована в состав французской армии. Таким образом, Д’Обреме оказался майором французского 125-го линейного пехотного полка. В 1813 году он был уже полковником и командиром 136-го французского линейного полка, возглавляя который в ходе сражения при Лютцене получил два ранения. Несмотря на это, Д’Обреме продолжил командовать полком в битве при Бауцене, а затем в боях при Бриенне и при Монмирайле (февраль 1814 года). Он снова был ранен, а его полк понёс чудовищные потери: в строю осталось только пять офицеров и 19 солдат.
Весной 1814 года Наполеон отрёкся от престола и  официально освободил всех своих поданных от ранее данной присяги. После этого по желанию европейских монархов было создано королевство Нидерланды (включавшее в себя Бельгию) во главе с королём Виллемом I из знаменитого рода Оранских-Нассау. Д’Обреме поступил на службу в голландскую армию, где был произведён в генерал-майоры. 
Однако, уже в 1815 году Наполеон снова вернулся во Францию и снова провозгласил себя императором, чем поставил своих бывших соратников из Бельгии и Нидерландов в сложное положение. Из их числа, генерал Хогендорп снова вернулся на службу к Наполеону, генерал Янсенс вышел в отставку, чтобы не участвовать в новой, братоубийственной войне, но целый ряд других военачальников, известных своей храбростью во время службы в наполеоновской армии, в частности, генералы Шассе (имевший у своих французских солдат прозвище «Генерал-Штык») и Д’Обреме, приняли решение остаться на голландской службе. 
Так генерал-майор Александр Д’Обреме, франкоязычный бельгиец, поступивший на французскую службу в 14 лет и отдавший службе Франции четверть века, оказался командиром пехотной бригады в нидерландской дивизии генерал-лейтенанта Шассе в войсках герцога Веллингтона в битве при Ватерлоо. 
Д’Обреме хорошо проявил себя в этом сражении, и какое-то время после окончания войны продолжал командовать бригадой, пока в 1819 году не занял пост военного министра Нидерландов, на котором находился вплоть до 1826 года, причём  имел репутацию убеждённого консерватора. В 1821 году он стал командором нидерландского Военного ордена Вильгельма. 
После отставки с поста министра в 1826 году, Д’Обреме, в благодарность за службу, получил титул графа с правом передавать его по наследству, а в ноябре того же года был произведен в генерал-лейтенанты.
Когда в 1830 году в Бельгии началась «революция» — война за независимость против Нидерландов, активно поддержанная местными вольнодумцами и Францией, Д’Обреме, как частное лицо, находился в Брюсселе. Его авторитет все еще был настолько велик, что ему было предложено организовать смешанные патрули из голландских военных и бельгийского ополчения. Однако, оказавшись спустя 40 лет перед тем же выбором, с которого когда-то началась его карьера, Д’Обреме, видимо, решил, что с него довольно, и отбыл в Антверпен вместе с отступающей голландской армией. После того, как Бельгийская революция закончилась победой бельгийцев, которые организовали своё королевство, Д’Обреме оказались не рады ни там ни здесь. Бельгийцы обвиняли его в недостаточной поддержке революции, тогда как голландцы — в чрезмерной симпатии к революционерам. Генерал-лейтенант Александр Д’Обреме выехал в изгнание в немецкий город Ахен, где спустя какое-то время умер. 
Александр Д’Обреме был видным масоном — членом бельгийской масонской ложи Истинных друзей единения и прогресса, собиравшейся в Брюсселе.